# Kalle Leinonen
Kalle Johannes Leinonen (ur. 8 listopada 1989 w Siilinjärvi) – fiński narciarz, specjalista narciarstwa dowolnego. W 2007 roku wywalczył brązowy medal w halfpipe'ie na mistrzostwach świata juniorów w Airolo. W 2005 roku zajął ósme miejsce podczas mistrzostw świata w Ruka. W zawodach Pucharu Świata zadebiutował 15 stycznia 2006 roku w Contamines, zajmując pierwsze miejsce w halfpipe'ie. Tym samym już w swoim debiucie nie tylko zdobył pucharowe punkty, ale od razu sięgnął po zwycięstwo. Najlepsze wyniki osiągnął w sezonie 2005/2006, kiedy to zajął 10. miejsce w klasyfikacji generalnej oraz wywalczył małą kryształową kulę w halfpipe'ie. W sezonie 2006/2007 również był pierwszy w klasyfikacji halfpipe'a, a w sezonie 2007/2008 zajął drugie miejsce. Nigdy nie startował na igrzyskach olimpijskich. W 2013 roku zakończył karierę.
Jego siostra bliźniaczka Sanni Leinonen uprawia narciarstwo alpejskie.

## Osiągnięcia

### Mistrzostwa świata
| Miejsce | Dzień    | Rok  | Miejscowość | Konkurencja | Zwycięzca         |
| ------- | -------- | ---- | ----------- | ----------- | ----------------- |
| 8.      | 17 marca | 2005 | Ruka        | Halfpipe    | Mathias Wecxsteen |

### Puchar Świata

#### Miejsca w klasyfikacji generalnej
- sezon 2005/2006: 10.
- sezon 2006/2007: 34.
- sezon 2007/2008: 13.
- sezon 2011/2012: 103.

#### Miejsca na podium
1. Contamines – 15 stycznia 2006 (halfpipe) – 1. miejsce
2. Apex – 17 marca 2006 (halfpipe) – 1. miejsce
3. Apex – 23 lutego 2007 (halfpipe) – 1. miejsce
4. Inawashiro – 15 lutego 2008 (halfpipe) – 2. miejsce
5. Valmalenco – 12 marca 2008 (halfpipe) – 2. miejsce